# Lamanitas
Os lamanitas (de Lamã) são um dos povos descritos no Livro de Mórmon como sendo um antigo povo das Américas. Um povo que teria origem no Oriente Médio, a partir de uma determinada chegada nas Américas em aproximadamente 600 a.C.

## História
Após anos, dividiram-se em dois grupos, os lamanitas e os nefitas. O nome "lamanita" tem origem no nome de Lamã, o filho mais velho desta família. Outro filho chamado Néfi era obediente ao pai (de nome Leí) e seguia os conselhos deste, acreditando e seguindo os desígnios de Deus. Lamã e seu outro irmão Lemuel, ambos mais velhos do que Néfi, se viram constantemente criticados e exortados ao arrependimento por seus comportamentos inadequados e contrários aos mandamentos de Deus.
Após a morte de Leí, Néfi conduzia o povo por ser o líder espiritual (por desígnio do Senhor) sucessor de seu pai, porém Lamã sendo o filho mais velho e Lemuel seu cúmplice, entenderam que Néfi lhes estaria roubando a herança na liderança (política e espiritual) daquele povo e, assim, se rebelaram formando um povo que deixava a religião original como eles próprios.
O povo que seguiu Néfi nas crenças de que existia um Deus eterno e que seu filho Jesus Cristo nasceria muitos anos após para levar as pessoas à salvação desejou ser chamado então de "nefitas" (de pele clara) para serem diferenciados do povo iníquo. Assim, dois povos foram nomeados e divididos entre os crentes e os descrentes.
Os lamanitas eram um povo que acreditava originalmente em Deus, mas devido aos hábitos de terem se tornado violentos e corruptos, passou a viver distante de sua crença inicial. Estavam constantemente batalhando contra os nefitas para destruí-los, e tomarem posse de todas suas cidades, pois tinham suas crenças de que tinham sido roubados na ordem de liderança do povo. Segundo o Livro de Mórmon, por muito tempo foram sanguinários e de pele escura após um sinal lançado por Deus sobre eles. No final do relato do livro conta-se que muitos lamanitas se arrependeram e se tornaram justos e seguidores do Deus único. E sua maldição foi retirada. 